# Consuelo Ginnari
Consuelo Ginnari Chesneau (Caracas 29 de enero de 1950) Artista visual venezolana. Su trayectoria se ha desarrollado en las áreas de dibujo, pintura, artes decorativas y fotografía, participando en diversas exposiciones individuales, colectivas y salones de arte. La geometría y los símbolos están presentes en el desarrollo de su obra siendo constantes en su investigación. 

## Biografía
Nace en el seno de una familia dedicada al arte. Su padre, Rafael Ginnari fue galerista y crítico de arte y su madre Flor Chesneau fue poeta. Su infancia se desarrolla en la ciudad de Caracas. A los 16 años ingresa a estudiar en la Escuela de Artes Plásticas y Aplicadas Cristóbal Rojas. Entre sus maestros figuraron Luis Guevara Moreno, Iván Petrovsky y Ramón Vasquez Brito entre otras figuras de la plástica nacional, egresando como Especialista en Artes Decorativas en el año 1969. Continuó estudios con los maestros Juan Vicente Fabbiani, Luís Domínguez Salazar y Pedro Briceño. En el año 1974 contrae matrimonio con el artista plástico Ricardo Benaím, del cual nacerán dos hijos, Ana Gabriela Benaím Ginnari  (galerista) y Daniel Benaím Ginnari (fotógrafo). A fines de 1970 se traslada a la ciudad de Londres, Inglaterra en donde realizaría estudios de dibujo y retrato en la Heatherley's School of Fine Arts. Regresa a Venezuela a principios de 1980 y continúa estudios de fotografía, cerámica y escultura.

## Exposiciones individuales
- 1974 Óleos Galería de Arte Michelena, Caracas, Venezuela.
- 1978 24 Óleos Galería Banap, Caracas, Venezuela.
- 1983 Óleos y Acrílicos, Salón Maraven, Caracas, Venezuela.
- 1985 Paisajes, Galería Li, Caracas, Venezuela.
- 1986 Juan Vicente Fabbiani, Luís Guevara Moreno y Consuelo Ginnari , Galería Li, Caracas, Venezuela.
- 1986 Óleos y Puertas Galería Márquez Ríos, El Hatillo, Caracas, Venezuela.
- 1987 Óleos y Puertas, Galería Li, Caracas, Venezuela.
- 2001 Serie Símbolos, News Café, Caracas, Venezuela.
- 2003 Vasijas, Arte y Geometría, Centro de Arte La Cuadra, Caracas, Venezuela.
- 2005 Invocaciones, El Espacio, Centro de Arquitectura Giacoff, Caracas, Venezuela.
- 2007 Trinomio, Hotel Altamira Suites, Caracas, Venezuela.
- 2008 Circulares, Galería Artco, Lima, Perú.[1]
- 2009 Multiverso, Galería Templarios, Caracas, Venezuela.
- 2011 Impronta, Galería GBG Arts, Caracas, Venezuela.[2]

## Exposiciones colectivas
- 1972 11 Alumnos de Fabbiani, Club Campestre Los Cortijos, Caracas, Venezuela.
- 1983 Casa Cultural de El Hatillo, Estado Miranda.
- 1983 Club Ejecutivo Santa Paula, Caracas, Venezuela.
- 1986 Participación en Agenda del Banco Latino.
- 2001 Novartis, Caracas.
- 2001 Miranda por Miranda. Consulado de Venezuela en Miami, Florida, USA
- 2001 Miranda por Miranda. Oklahoma, USA.
- 2001 Entre el Arte y la Ciencia, IVIC, Miranda, Venezuela.
- 2001 Pequeño Formato, Los Galpones, Caracas, Venezuela.
- 2001 Feria Iberoamericana de Arte FIA, Galeria Altamira Fine Art, Caracas, Venezuela.
- 2001 Artistas en sus Talleres, Los Galpones, Caracas, Venezuela.
- 2001 Grandes Maestros y Artistas Jóvenes. Grupo Li, Caracas, Venezuela.
- 2002 Paisajes, La Cuadra Creativa, Caracas, Venezuela.
- 2002 Subasta Fundación Daniela Chappard, Espacio Arte, Caracas. Venezuela.
- 2003 XII Feria Iberoamericana de Arte FIA.
- 2003 Ventanas, GBG Arts, Caracas, Venezuela.
- 2003 Galería Espacio Zero, Caracas, Venezuela.
- 2004 Caballo de Troya, Casa Rómulo Gallegos CELARG, Caracas, Venezuela.
- 2004 XIII Feria Iberoamericana de Arte FIA, Caracas, Venezuela
- 2004 6 de los Galpones, Galería Espacio Zero, Caracas, Venezuela.
- 2005 Premio Italia para las Artes. Centro de Arte La Estancia, Caracas, Venezuela.
- 2005 Anapace. Galería San Francisco, Caracas, Venezuela.
- 2011 Arteaméricas 2011. Miami, USA.
- 2012 Traspasando Fronteras. Centro de Artes Integradas. UNIMET
- 2012 IAAF Hangaram Museum, Corea, Seúl.
- 2012 KIAF Centro COEX, Corea, Seúl.
- 2016 Carre Latin, París, Francia.[3]

- 2017 Carre Latin, París, Francia.